# Torfbahn Ronginskoje
| Torfbahn Ronginskoje                                            | Torfbahn Ronginskoje |
| --------------------------------------------------------------- | -------------------- |
| Gleise bei der Torffabrik Ronginskoje (vergrößerter Ausschnitt) |                      |
| Netzwerk der Torfbahn Ronginskoje                               |                      |
| Streckenlänge:                                                  | 7 km                 |
| Spurweite:                                                      | 750 mm (Schmalspur)  |
|                                                                 |                      |

Die Torfbahn Ronginskoje (russisch Узкоколейная железная дорога Ронгинского торфопредприятия, transkr. Uskokoleinaja schelesnaja doroga Ronginskowo torfopredprijatija, transl. Uzkokolejnaâ železnaâ doroga Ronginskogo torfopredpriâtiâ) ist eine sieben Kilometer lange Schmalspurbahn bei der Siedlung Ronga (Ронга) in der autonomen Republik Mari El in Russland.

## Geschichte
Die Schmalspurbahn wurde 1967 eröffnet. In den 1960er Jahren wurden große Torfvorkommen in der Nähe des Dorfes Ronga entdeckt, so dass ein Betrieb zur Herstellung von Brennstoffbriketts und zur Torfverarbeitung eingerichtet wurde. Aufgrund eines Dekrets des Ministerrates der Autonomen Sozialistischen Sowjetrepublik der Mari bezüglich der Fertigstellung der Hauptanlagen (Rohstoff- und Torfbrikettieranlagen) aus dem Jahr 1968 wurde ab dem 1. Januar 1969 das Torfbrikettunternehmen von Ronga gegründet. Die Produkte des Unternehmens waren schon immer sehr gefragt. In mehr als dreißig Jahren sind rund 55 Prozent der Torfvorkommen auf einer Fläche von mehr als 650 Hektar abgebaut worden. Spezialisten haben geschätzt, dass in den Jahren der Existenz des Unternehmens 855 Tausend Tonnen Briketts produziert und an die Verbraucher versandt wurden.
Die Schmalspurbahn wurde 2011 noch für den Torftransport und zur Beförderung von Arbeitern genutzt. Die Länge der Hauptstrecke der Schmalspurbahn beträgt fünf Kilometer und unter Berücksichtigung aller Strecken sieben Kilometer. Das Torfunternehmen befasst sich mit der Gewinnung und Verarbeitung von Torf. Es produziert und vertreibt landwirtschaftlichen Torf, Torfmehl und Torfbriketts. 
Es ist eines der führenden Unternehmen für die Gewinnung und Verarbeitung von Torf in der autonomen Republik Mari El.

## Schienenfahrzeuge

### Lokomotiven
- Diesellok der SŽD-Baureihe TU6A – № 3745
- Diesellok der SŽD-Baureihe TU8

### Güter- und Personenwagen
Es gibt unter anderem mehrere Torfloren des Typs TSV6A, offene Güterwagen sowie eine in einen Schneepflug umgebaute Diesellok der SŽD-Baureihe TU6A.